# الاعتراف القانوني بالعلاقات المثلية في فنزويلا
لا تعترف فنزويلا قانونيا بالعلاقات المثلية.
في أبريل/نيسان 2016، أعلنت محكمة العدل العليا أنها ستستمع إلى قضية تسعى إلى إعلان أن المادة 44 من القانون المدني غير دستورية بسبب حظؤ زواج المثليين. يناقش البرلمان في الوقت الحالي المقترحات التي تسمح بالاتحادات المدنية أو الزواج للأزواج المثليين

## الدستور

الاعتراف القانوني بالعلاقات المثلية في أمريكا الجنوبية
زواج المثليين
توفر شكل آخر من أشكال الاعتراف القانوني
لا اعتراف
حظر دستوري على زواج المثليين، عبر تقييد تعريف الزواج في الدستور إلى اتحاد بين رجل وامرأءة فقط
المثلية الجنسية غير قانونية

يُعرّف دستور فنزويلا، الذي اعتُمد في عام 1999، الزواج بأنه اتحاد بين رجل وامرأة، وبالتالي يحظر دستوريًا زواج المثليين. في فبراير/شباط 2008، قضت المحكمة العليا للعدل لصالح الاتحاد الموحد (بالإسبانية: Unión Afirmativa)‏ وهي منظمة تدافع عن زواج المثليين، وقد طلبت توضيح المادة 21 (المادة حول المساواة أمام القانون) والمادة 77 (المادة حول الزواج). وجادلوا بأن الجملة غير واضحة ولا تحدد إمكانية الاعتراف بالحقوق الاقتصادية والاجتماعية للشركاء المثليين. علاوة على ذلك، سألوا عما إذا كان الشركاء المثليين يتمتعون بالحقوق المذكورة أعلاه وما هو نطاق هذه الحقوق: الملكية في حالة انفصال الشريكين عن طريق الانفصال أو الوفاة، والالتزامات القانونية للمساعدة المتبادلة، والحق في التبني، وفوائد الضمان الاجتماعي كشريكين، والحماية من العنف المنزلي، وإمكانية الحصول على جنسية الشريك، من بين أمور أخرى. قضت المحكمة بأن الجمعية الوطنية «يمكنها» (ولكنها لم تكن ملزمة) التشريع من أجل حماية هذه الحقوق للشركاء المثليين. قضت المحكمة أن الدستور لا يحظر الاعتراف بعلاقات الحكم الواقع، ولكنه أيضًا لا يتطلب الاعتراف بها.
تنص المادة 77 من الدستور على ما يلي:

## تحديات قانونية
في يناير 2015، قُدمت دعوى قضائية بشأن الحق في زواج المثليين أمام المحكمة العليا في البلاد. في 28 أبريل 2016، أعلنت المحكمة العليا أنها ستستمع إلى الدعوى القضائية. تسعى الدعوى إلى إعلان أن المادة 44 من القانون المدني غير دستورية لأنها تنص على أن الزواج صالح قانونًا فقط بين رجل وامرأة في فنزويلا. في يناير 2017، بدأ نشطاء المثليين في فنزويلا في جمع التوقيعات لدعم زواج المثليين في مدن مختلفة في جميع أنحاء البلاد.
وفقًا لتقارير في فبراير 2018، فإن ستة من قضاة المحكمة العليا السبعة يدعمون زواج المثليين، مع كون القاضي كاليختو أورتيغا الاستثناء.
في 15 أغسطس 2016، قام مواطن فنزويلي وزوجه الأمريكي، كارلوس جيه. هولدر ويندل وباتريك أ. هولدر ويندل، برفع دعوى في محكمة مقاطعة ماساتشوستس الأمريكية ضد الحكومة الفنزويلية لفشلهما في التسجيل والاعتراف بزواجهما القانوني بعد طلبات وطلبات متعددة للقنصلية الفنزويلية في بوسطن والقنصل العام روزالبا غيل. تزعم قضيتهم أن رفض الحكومة الفنزويلية لتسجيل زواجهم والاعتراف به ينتهك الدستور الفنزويلي وينتهك القانون المدني الفنزويلي. كما يزعم أن تصرفات الحكومة تنتهك اتفاقية لاهاي للعلاقات القنصلية، وهي معاهدة كل من الولايات المتحدة وفنزويلا طرف فيها.

## الإجراءات التشريعية

### الاتحاد المدني
في 20 آذار 2009، أعلن عضو روميليا ماتوت أن الجمعية الوطنية سوف تعترف قانونيا بالعلاقات المثلية بأنها «اتحاد من خلال المعاشرة» (بالإسبانية: sociaciones de convivencia)‏ كجزء من «القانون الأساسي للمساواة بين الجنسين». ومع ذلك، في وقت لاحق من نفس الشهر، أعلنت مارليس بيريز، رئيسة لجنة الأسرة والمرأة والشباب، أنه لن يتم اتخاذ مثل هذا الإجراء؛ مضيفة أنه على الرغم من أن اللجنة ستناقش مبادرة الشراكة المثلية، إلا أنها ستُستبعد من مشروع القانون الحالي ومن المحتمل أن تنتظر لإدراجها في إصلاح مستقبلي للقانون المدني أو إجراء محدث مستقبلي لمكافحة التمييز. تم تأجيل التغييرات في القانون عدة مرات.
في يونيو 2016، أعلنت المعارضة الفنزويلية أنها ستعمل على مشروع قانون الاتحاد المدني. وقال عضو بارز في اللجنة إن القانون الجديد سيسمح للشركاء المثليين بالحصول على بعض المزايا.
أفيد على نطاق واسع أن الاتحادات المدنية المثلية معترف بها في ولاية ميريدا. لا تشير هذه التقارير إلى أي قانون قانوني أو حاسم لدعم هذا الاعتراف.

### زواج المثليين
في 28 ديسمبر 2005، أعلن نائب الرئيس آنذاك خوسيه فيسينتي رانغيل أنه سيتم إجراء استفتاء في وقت ما في عام 2007 لجعل زواج المثليين قانونيًا في البلاد. لكن هذا الاستفتاء لم يحصل.
في 31 كانون الثاني/يناير 2014، خلال نقاش حول مشروع قانون إصلاح القانون المدني، قدم نشطاءالمثليين مقترحًا يسعى إلى تقنين زواج المثليين. ورافق هذا الاقتراح مع 21,000 من التوقيعات وكذلك الدعم من حكومات كل من ولاية باريناس، ولاية فالكون، ولاية ميريدا، ولاية موناغاس، ولاية تاتشيرا، ولاية ياراكوي وولاية زوليا. يسعى الاقتراح إلى تغيير المادة 44 من القانون المدني للسماح بزواج المثليين في فنزويلا.
في نوفمبر 2017، قال الرئيس نيكولاس مادورو «أعتقد أن الجميع يجب أن يكونوا قادرين على الزواج، حتى لو كانوا مثليين» (بالإسبانية: "Creo que todo el mundo se puede casar, aunque sea homosexual")‏. بالإضافة إلى ذلك، قال إن الجمعية التأسيسية ستوافق على مناقشة تقنين زواج المثليين.
في سبتمبر 2018، قال هيرمان إسكارا، وهو عضو في الجمعية التأسيسية، أن هناك مناقشات في صياغة دستور فنزويلا الجديد للسماح بزواج المثليين في البلاد، وأن هذه الخطوة تحظى بدعم الأغلبية في الجمعية التأسيسية. من المتوقع أن تبدأ مناقشة كل مادة من مواد الدستور الجديد في نهاية عام 2018 أو أوائل عام 2019.

## الرأي العام
وفقًا لمسح أجراه مركز بيو للأبحاث، والذي أجري في الفترة بين 8 نوفمبر 2013 و 12 فبراير 2014، أيد 28% من الفنزويليين زواج المثليين، في حين عارضه 61%.
وفقًا لمقياس الأمريكتين عام 2014 (نُشر في يونيو 2015)، كان 29.6% من الفنزويليين يؤيدون زواج المثليين.